# Provadja
Het pand Provadja is een rijksmonumentaal pand aan de Verdronkenoord 12 in de binnenstad van de Nederlandse stad Alkmaar. Het pand was indertijd een rooms-katholiek weeshuis. Het gebouw is in 1818 gebouwd naar een ontwerp van Willem Hamer sr., stadsarchitect van Alkmaar. Hij kreeg hiervoor een zilveren tabaksdoos waarin het ontwerp van het pand stond gegraveerd. Na de sluiting van het weeshuis heeft het pand ook nog dienstgedaan als schoolgebouw. In 1981 vestigde het theater- en filmhuis Provadja zich in het voormalige weeshuis. Het filmhuis werd in 1971 opgericht aan de Laat.
Het pand is op 16 december 1969 ingeschreven in het monumentenregister.

## Exterieur
Het pand is vijf traveeën breed, de middelste travee is een risaliet met op de begane grond de voordeur en op de eerste verdieping een hoog opgaand venster geflankeerd door twee pilasters. De voordeur wordt omgeven door een hardstenen boogvormige omlijsting. Op de lijst staan diamantkoppen. Boven de deur zit een bovenlicht dat halfcirkelvormig is. Op de verdieping in de risaliet is een venster geplaatst dat veertig ruiten telt. Alle vensters aan weerszijden tellen elk twintig ruiten, met uitzondering van de vier vensters op de tweede verdieping, welke elk vier ruiten tellen.
Boven op de gevel ligt een kroonlijst, waardoor een lijstgevel over de volle breedte ontstaat. Aan de onderkant ligt over de volle breedte een natuurstenen plint. Aan de zijkanten bevinden zich geblokte zijlisenen, welke zijn gemaakt van baksteen. Er ontstaat een blokeffect doordat series bakstenen afwisselend verder naar binnen of buiten zijn geplaatst. In het midden wordt de lijst bekroond door een fronton. Het dak van het voorste deel van het gebouw is een schilddak dat over de breedte van het pand ligt, hierdoor ligt het dak dwars op het pand.
Voor het pand bevinden zich hardstenen stoeppalen, deze zijn eveneens door de architect ontworpen en vallen ook onder de bescherming van het rijksmonument.